# Słupsk (gmina)
Pour la ville, voir Słupsk.
Słupsk est une gmina rurale du powiat de Słupsk, Poméranie, dans le nord de la Pologne. Son siège est la ville de Słupsk, bien qu'elle ne fasse pas partie du territoire de la gmina.
La gmina couvre une superficie de 260,58 km2 pour une population de 13 529 habitants.

## Géographie
La gmina inclut les villages de Bierkowo, Bruskowo Małe, Bruskowo Wielkie, Bukówka, Bydlino, Gać, Gać Leśna, Gajki, Gałęzinowo, Głobino, Grąsino, Jezierzyce, Jezierzyce-Osiedle, Karżcino, Kępno, Krępa Słupska, Krzemienica, Kukowo, Kusowo, Łękwica, Lubuczewo, Łupiny, Miednik, Niewierowo, Płaszewko, Redęcin, Redzikowo, Redzikowo-Osiedle, Rogawica, Siemianice, Stanięcino, Strzelinko, Strzelino, Swochowo, Swołowo, Warblewko, Warblewo, Wielichowo, Wierzbięcin, Wieszyno, Wiklino, Włynkówko, Włynkowo, Wrzeście et Zamełowo.
La gmina borde la ville de Słupsk et les gminy de Damnica, Dębnica Kaszubska, Główczyce, Kępice, Kobylnica, Postomino, Smołdzino et Ustka.